# Mississippi Delta Railroad (1985)
Die Gulf and Ohio Railways (G&O) betrieb von 1985 bis 2001 unter dem Namen Mississippi Delta Railroad Schienengüterverkehr und Eisenbahninfrastruktur im Nordwesten des US-Bundesstaats Mississippi. Die als local railroad klassifizierte Bahngesellschaft mit dem AAR-reporting mark MSDR war eine Organisationseinheit der Kapitalgesellschaft G&O, die nach dem Doing business as-Prinzip die Geschäftsbezeichnung Mississippi Delta Railroad trug. Die Firma stellte ihre Aktivitäten im Juni 2001 ein. Infrastruktur und Betrieb gingen auf die C&J Railroad d.b.a. Mississippi Delta Railroad über.

## Geschichte
In der Mississippi-Delta-Region, der Schwemmebene zwischen den Flüssen Mississippi, Tallahatchie und Yazoo, entstanden im 19. Jahrhundert mehrere Eisenbahnstrecken. Durch den Zusammenschluss verschiedener Bahngesellschaften waren nahezu alle Strecken ab 1892 direkt oder indirekt unter Kontrolle der Illinois Central Railroad (IC). Die Konkurrenz durch den Straßenverkehr und veränderte Verkehrsbeziehungen führten spätestens ab den 1940er-Jahren zu einem Verkehrsrückgang auf vielen Nebenbahnen, wonach die IC den Personenverkehr einstellte und mehrere Streckenteile ganz stilllegte. Anfang der 1980er-Jahre betrieb die inzwischen in Illinois Central Gulf Railroad (ICG) umbenannte Gesellschaft westlich der von Memphis nach Greenwood (und weiter nach Jackson) führenden Hauptverbindung noch etwa 95 km Nebenstrecken um Clarksdale, die in Swan Lake bei Glendora mit der Hauptstrecke verbunden waren. 1983 wurde das äußerste Ende dieses Zweigs, der etwa 16 km lange Streckenabschnitt Lula–Jonestown, an die Baumwollsamenölmühle Delta Oil Mill verkauft.
1985 vereinbarten die ICG und Pete Claussen, damals Geschäftsführer der South Central Tennessee Railroad (SCTRR), die Ausgliederung der ICG-Aktivitäten um Clarksdale in eine Shortline-Gesellschaft. Claussen gründete dazu die Mississippi Delta Railroad (MSDR) als Teil (d/b/a) der gleichzeitig neu gegründeten Holding Gulf and Ohio Railways (G&O). Die G&O erwarb von ICG den gut 30 km langen Streckenabschnitt vom unmittelbar östlich von Clarksdale gelegenen Lyon bis Lula für 670.000 Dollar und übergab diesen zur Betriebsführung an die MSDR. Dabei handelt es sich um einen Teil einer früheren, durch die Louisville, New Orleans and Texas Railway erbauten Verbindung zwischen New Orleans, Vicksburg und Memphis, deren Abschnitte nördlich von Lula und südlich von Dolan (bei Clarksburg) zu diesem Zeitpunkt bereits nicht mehr existierten. Der verbliebene Teil zwischen Lyon, Clarksdale und Dolan sowie die Strecke von Clarksdale über Tutwiler und Sumner bis Swan Lake – zusammen etwa 48 Streckenkilometer – wurden von der ICG an die MSDR vermietet. Zudem übernahm die MSDR die Betriebsführung auf der Delta Oil-Infrastruktur nach Jonestown. Die MSDR nahm den Geschäftsbetrieb am 31. Dezember 1985 mit sieben Mitarbeitern, fünf davon bisherige ICG-Beschäftigte, auf.
In den ersten zehn Betriebsjahren der MSDR wandelte sich das Frachtaufkommen durch eine Konzentration auf große Ölmühlen. Größter Einzelkunde war Mitte der 1990er-Jahre die Sojaölmühle von Archer Daniels Midland (ADM) in Clarksdale, die für rund 60 % des Umsatzes sorgte. Die Schließung dieses ADM-Werks im Jahr 1997 führte entsprechend zu einem massiven Rückgang des Güterverkehrsaufkommens, zumal auch Delta Oil Mill als zweitgrößter Kunde etwa zur selben Zeit vermehrt Transporte auf Lkw verlagerte. 1997 wurden noch 3273 Güterwagen befördert, 1998 jedoch nur mehr 1709, 1999 591 und im Jahr 2000 296 Wagen, wodurch der Jahresumsatz von 478.298 Dollar im Jahr 1998 auf 167.495 Dollar im Folgejahr und 71.069 Dollar im Jahr 2000 sank.
Gulf & Ohio kündigte angesichts der sinkenden Umsätze im Juni 1998 an, sich als Betreiber zurückziehen zu wollen. Die Canadian National Railway, inzwischen Eigentümer der Illinois Central Railroad, deutete ihrerseits an, den Betrieb nicht wieder selbst zu übernehmen. Die drei Eigentümer, die MSDR und das Coahoma County, in dem ein Großteil der Strecken liegt, vereinbarten daraufhin die Übernahme der Infrastruktur durch das County für etwa 1,2 Millionen Dollar. Die Betriebsführung sollte durch die MSDR der Gulf & Ohio bis zum 30. Juni 2001 fortgesetzt werden, um die Bedienung der verbliebenen Kunden bis zur Festlegung eines neuen Betreibers zu sichern. Das County fand bis Ende 2000 jedoch kein Unternehmen, das den Bahnbetrieb als öffentlicher Betreiber (common carrier) fortsetzen wollte. Am 26. Februar 2001 beantragten das County und die MSDR der Gulf & Ohio daher gemeinsam die Betriebseinstellung, die am 12. Juni (Verkehr) bzw. 15. Juni 2001 (Infrastruktur) durch das Surface Transportation Board genehmigt wurde. Zwischenzeitlich fand sich mit der C&J Railroad noch ein Nachfolgeunternehmen, das den Betrieb am 1. Juli 2001 als C&J Railroad d.b.a. Mississippi Delta Railroad übernahm. Mit Ausnahme der ersten rund 0,4 Streckenkilometer bei Swan Lake, die weiterhin als Common Carrier-Infrastruktur geführt wurden, galt der Betrieb jedoch nun als nichtöffentlich (non-common carrier, contract service).

## Infrastruktur
Die MSDR der Gulf & Ohio betrieb Bahnstrecken mit einer Gesamtlänge von etwa 95 km. Der Abschnitt von Lula über Coahoma, Lyon und Clarksdale nach Dolan war als Teil einer früheren Hauptstrecke entsprechend trassiert und mit Schienenprofilen zwischen 55 und 57 kg/m (110 to 115 pound) ausgerüstet. Von Lula bis Lyon war die MSDR Eigentümer der Strecke, südlich davon Mieter. Die ebenfalls gemietete Strecke von Clarksdale über Sumner nach Swan Lake war als Nebenbahn mit leichteren, 44,6 kg/m-Schienenprofilen ausgerüstet, obwohl dort das höchste Verkehrsaufkommen bestand. In Clarksdale waren die Strecken durch ein Gleisdreieck verbunden, in dessen Mitte ein kleines Depot zur Fahrzeugwartung bestand. Gleisdreieck und Depot befanden sich wiederum inmitten ausgedehnter Bahnhofsanlagen. Die MSDR betrieb ferner die Strecke der Delta Oil Mill von Lula nach Jonestown. In Lula waren beide Strecken über eine doppelte Spitzkehre verknüpft.

## Verkehr
Bei Betriebsaufnahme wurden etwa 6000 Wagenladungen pro Jahr auf den an die MSDR übergebenen Strecken befördert. Transportgüter waren vor allem Baumwollsamenöl, Sojaöl sowie die bei der Produktion der Öle entstehenden und als Viehfutter verwendbaren Pressrückstände. Etwa 80 % der Wagen wurden im Auftrag des Frachtführers ICG bewegt.
Mitte der 1990er-Jahre wurden rund 4000 Güterwagen pro Jahr befördert. Neben Pflanzenölen und Pressrückständen waren auch Sojabohnen, Industrieruß und Synthesekautschuk signifikante Frachtgüter. Durch die Schließung der Archer Daniels Midland-Ölmühle in Clarksdale 1997 sank das Aufkommen auf 3273 Güterwagen im Jahr 1997, 1709 im folgenden Jahr, 591 im Jahr 1999 und 296 im Jahr 2000.
Der Übergang in das amerikanische Güterverkehrsnetz erfolgte über Swan Lake zur ICG/IC.

## Fahrzeuge

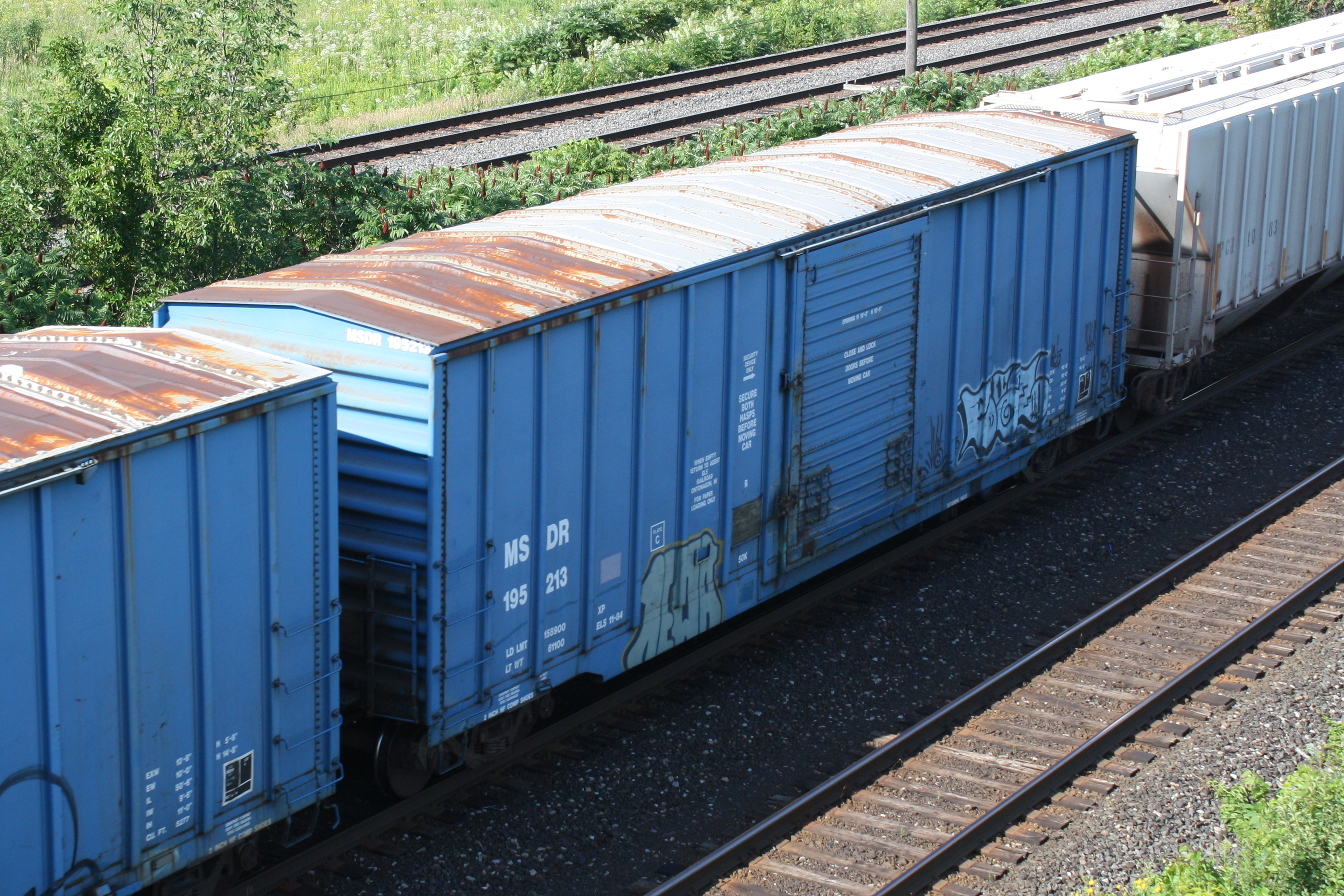
MSDR-Boxcar

Zusammen mit der Infrastruktur übernahm die G&O Ende 1985 auch eine EMD SW7- und zwei EMD GP10-Diesellokomotiven (Nummern 1223 sowie 8047 und 8068) von der ICG. Eine weitere, ursprünglich ebenfalls aus ICG-Beständen stammende SW7 (1214) sowie eine GE 80-ton-Rangierlok wurde der MSDR von der Delta Oil Mill zur Verfügung gestellt. Ferner brachte Claussen eine EMD GP9 (2391) zur MSDR.
Sowohl Anfang als auch Mitte der 1990er-Jahre bestand der Triebfahrzeugpark aus einer der ursprünglichen GP10 (Nummer 8047) sowie einer EMD GP8-Diesellokomotive (7738). Ferner waren Anfang der 1990er-Jahre 1925 und Mitte des Jahrzehnts 3124 Güterwagen bei der MSDR eingestellt. Es handelte sich dabei überwiegend um geschlossene Wagen (Boxcars), die größtenteils außerhalb der eigenen Infrastruktur in Gebrauch waren. Ab etwa 1998 wurde eine EMD GP9 mit der Nummer 6226 auf der MSDR eingesetzt, die 2001 an den Nachfolgebetreiber übergeben wurde.